# Салин, Клаус
Клаус Торстен Салин  (швед. Klaus Torsten Salin; 19 июня 1919, Хельсинки, Финляндия — 15 сентября 1973, Хельсинки, Финляндия) — финский танцовщик, солист Финского национального балета, балетмейстер.

## Биография
Родился 19 июня 1919 года в Хельсинки, в Финляндии.
С 1945 по 1946 годы, а также в 1949 году был солистом Финского национального балета в Хельсинки; с 1956 по 1967 годы — ведущим артистом балета и одновременно с 1966 по 1967 году — балетмейстером Финского национального балета.
В 1940-е годы совместно с Орвокки Сипонен сформировали самый известный в Финляндии балетный дуэт (Orvokki Siponen & Klaus Salin).
В 1953 году вступил в брак с финской балериной и балетмейстером Ирьей Коскинен.
С 1939 по 1961 годы в качестве танцора снялся в нескольких фильмах — «Aktivistit» (1939), «Halveksittu» (1939), «Yövartija vain…» (1940), «Eulalia-täti», «Sylvi» (1944) и «Mitäs me taiteilijat» (1952). В 1956 году исполнил партию Гирея в «самой северной» постановке «Бахчисарайского фонтана» советского балетмейстера Р. В. Захарова.
В 1957 году награждён государственной медалью «Pro Finlandia».
Скончался 15 сентября 1973 года в Хельсинки.

## Семья
- Жена — Ирья Коскинен (1911—1978), финская балерина, балетмейстер.
- Брат — Хольгер Салин[фин.] (1911—1983), финский артист.
- Сестра — Айрис Салин (1906—1991), финская артистка балета, солистка Финского национального балета.
- Брат — Алф Салин (1913—1964), финский артист балета.

## Фильмография
- 1939 — «Aktivistit»
- 1939 — «Halveksittu»
- 1940 — «Yövartija vain…»
- 1940 — «Eulalia-täti»
- 1942 — «Niin se on, poijaat!»
- 1944 — «Sylvi»
- 1952 — «Mitäs me taiteilijat»
- 1960 — «Скарамуш» (ТВ) (реж. Seppo Wallin)
- 1961 — «Toivelauluja»